# Îles Ballestas
Les îles Ballestas sont un archipel d’îles péruviennes, au large de Pisco, situé à 300 kilomètres au sud de Lima. 
Cet archipel est accessible depuis le port de pêche de Paracas.
Durant des siècles, cette zone insulaire va accumuler tout naturellement de grandes quantités de guano sur son sol. Au XIXe siècle, l’économie du Pérou en tirera profit, avec des extractions jusqu’à 30 mètres de profondeur, en exportant le guano comme engrais vers l’Europe et l’Amérique du nord. Depuis le milieu du XXe siècle, l'extraction y est réglementée, procédant par campagnes de ramassages organisées. On y estime, actuellement, une production de plus ou moins 1000 tonnes de guano annuels prélevés tous les 7 ans. En dehors de cette période, un gardien contrôle la réserve.
Aujourd’hui, grâce à la grande quantité de poissons présente dans ses eaux froides (voir l'article sur le courant de Humboldt), les îles Ballestas constituent une véritable réserve ornithologique où cohabitent de multiples colonies d’oiseaux marins et un grand nombre d'Otaries : 
- manchot de Humboldt (Spheniscus humboldti),
- cormoran de Bougainville (Phalacrocorax bougainvillii),
- sterne inca (Larosterna inca),
- pélican thage (Pelecanus thagus),
- fou varié (Sula variegata),
- de rares et endémiques cinclodes de Taczanowski (Cinclodes taczanowskii)...

Cela représente environ 60 espèces d'oiseaux.
On y dénombre environ 4 000 Otariidae (des otaries à crinière), et on rencontre dans leurs eaux 180 espèces de poissons et 10 variétés de dauphins.
À ce titre, ces îles sont le but d'excursions en bateau pour les touristes. En deux heures de bateau (une 1/2 heure en vedette rapide), l'on peut, si le temps le permet, observer d'assez près la faune qui y réside.
Elles sont improprement appelées les "Galapagos du Pérou" pour des raisons touristiques évidentes.

## Galerie

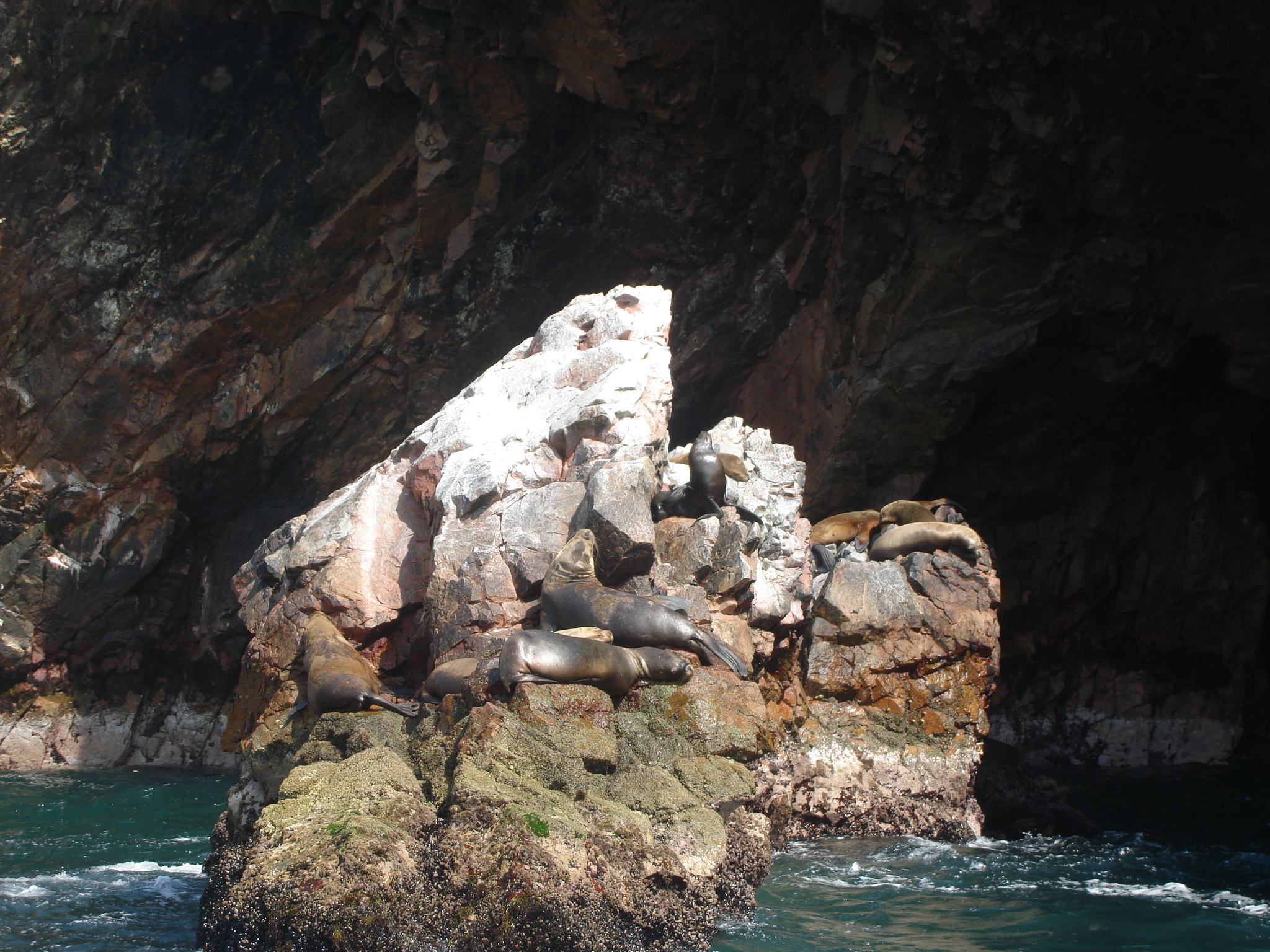
Mammifères marins sur un rocher.
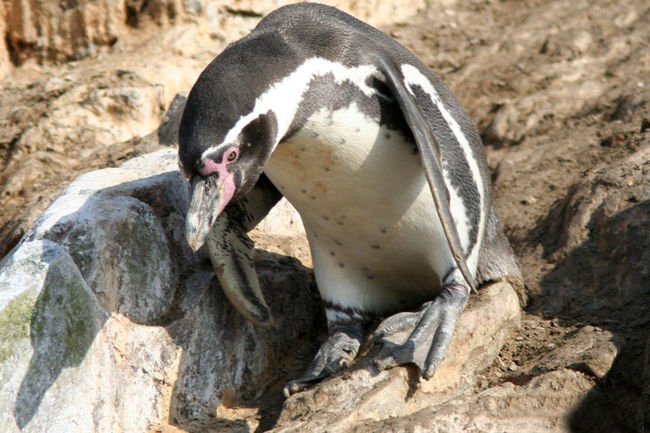
Manchot de Humboldt.
Les îles Ballestas sont au nord de la Réserve nationale de Paracas.